# District de Liptovský Mikuláš
Le district de Liptovský Mikuláš est l'un des 79 districts de Slovaquie dans la région de Žilina.

## Démographie

### Évolution de la population
| Année:               | 1994.  | 2004.   | 2014.   | 2024.   |
| -------------------- | ------ | ------- | ------- | ------- |
| Nombre de personnes: | 74 566 | 73 549  | 72 513  | 71 186  |
| Différence:          |        | -1,36 % | -1,40 % | -1,83 % |

| Année:               | 2023.  | 2024.   |
| -------------------- | ------ | ------- |
| Nombre de personnes: | 71 405 | 71 186  |
| Différence:          |        | -0,30 % |

## Liste des communes
Source :

### Ville
- Liptovský Mikuláš
- Liptovský Hrádok

### Villages
Beňadiková | Bobrovček | Bobrovec | Bobrovník | Bukovina | Demänovská Dolina | Dúbrava | Galovany | Gôtovany | Huty | Hybe | Ižipovce | Jakubovany | Jalovec | Jamník | Konská | Kráľova Lehota | Kvačany | Lazisko | Liptovská Anna | Liptovská Kokava | Liptovská Porúbka | Liptovská Sielnica | Liptovské Beharovce | Liptovské Kľačany | Liptovské Matiašovce | Liptovský Ján | Liptovský Ondrej | Liptovský Peter | Liptovský Trnovec | Ľubeľa | Malatíny | Malé Borové | Malužiná | Nižná Boca | Partizánska Ľupča | Pavčina Lehota | Pavlova Ves | Podtureň | Pribylina | Prosiek | Smrečany | Svätý Kríž | Trstené | Uhorská Ves | Vavrišovo | Važec | Veľké Borové | Veterná Poruba | Vlachy | Východná | Vyšná Boca | Závažná Poruba | Žiar